# Robert Nicols Martin
Robert Nicols Martin (ur. 14 stycznia 1798, zm. 20 lipca 1870) – amerykański prawnik i polityk.
W latach 1825–1827 przez jedną dwuletnią kadencję Kongresu Stanów Zjednoczonych był przedstawicielem ósmego okręgu wyborczego w stanie Maryland w Izbie Reprezentantów Stanów Zjednoczonych.